# Oulad Yaïch (Maroc)
La commune rurale Ouled Yaich se situe dans la région Béni Mellal-Khénifra, elle a été créée en 1960. Sa population en 2010 s’élève à 36.547 habitants.
Oulad Yaïch (en arabe : أولاد ايعيش) est une commune rurale du Maroc. Elle est située dans la région Béni Mellal-Khénifra.